# Johannes Wanning
Johannes Wanning (ook wel Wanningus, Wannigk, Wannicke of Wangnick) (Kampen, 1537 - Danzig, 23 oktober 1603) was een Nederlands componist, kapelmeester en zanger die voornamelijk in het Oostzeegebied werkzaam was.

## Leven
Het is niet bekend waar en bij wie Wanning muziekonderwijs volgde. In 1560 schreef hij zich in als student aan de universiteit van Koningsbergen. Hier was hij tot 1567 als altus verbonden aan de muziekkapel van hertog Albrecht van Pruisen. In 1569 werd hij kapelmeester van de raadskapel, het 'stedelijk orkest' van Danzig, dat vooral tijdens kerkdiensten in de Marienkirche optrad. Deze functie bekleedde hij tot 1599 toen hij wegens ziekte niet meer kon werken. Hij werd opgevolgd door Nicolaus Zangius, die hem al sinds 1593 bijstond.
Circa honderd werken van Wanning zijn in druk bewaard gebleven. Daarnaast hebben ook nog diverse handschriften de tand des tijds doorstaan. Hij schreef voornamelijk meerstemmige geestelijke muziek voor gebruik in de kerkdiensten, waaronder een complete reeks motetten voor alle zondagen van het jaar, de Sententiae. De beide bundels Sacrae Cantiones zijn vooral voor de kerkelijke feestdagen geschreven.
Johannes Wanning is opgenomen in de "eregalerij" van componisten op de zaalwand en het balkon van de Grote Zaal in het Concertgebouw te Amsterdam.

## Werken
- Sacrae Cantiones quinque, sex, septem et octo voces compositae, et tum vivae voces, tum musicis instrumentis aptatae (Neurenberg: C. Gerlach u. J. Montani, 1580)
- Sententiae insigniores quinque, sex et septem voces ex evangeliis dominicalibus excerptae atque modulis musicis ornatae (Dresden: M. Stoeckel, 1584; 2e druk: Venetië: A. Gardano, 1590)
- Sacrae Cantiones quinque, et sex voces accomodatae ad dies festos totius anni praecipuos usitatos in ecclesia (Venetië: A. Gardano, 1590)

- Bibliothèque nationale de France: cb13901000c (data)
- Biografisch Portaal: 91017215
- Catàleg d'autoritats de noms i títols de Catalunya: 981058615577606706
- Gemeinsame Normdatei: 119864282
- International Standard Name Identifier: 0000 0000 6653 6802
- Library of Congress Control Number: no2012083527
- MusicBrainz: 42204d3d-1ecc-4d78-985c-454925b08915
- Nationale Bibliotheek van Polen: a0000002582254
- Nederlandse Thesaurus van Auteursnamen: 113437218
- Système universitaire de documentation: 164230122
- Virtual International Authority File: 14959891
- WorldCat: E39PBJvmQmK3mBpBcj3vG3vGpP

Haendel · Lulli · Scarlatti · Mozart · Cherubini · Weber · Berlioz · Chopin · Liszt · Wagner · Gounod · Reincken · Schuijt · Obrecht · Sweelinck · Orl. Lassus · Clemens n.P. · Wanning · Brahms · Rubinstein · Niels Gade · Verhulst · Schumann · Mendelssohn · Schubert · Spohr · Beethoven · Haydn ·  Bach · Strawinsky · Pijper · Ravel · Reger · Wagenaar · Tschaikovsky · Zweers · Bruckner · Mahler · Franck · Diepenbrock · Debussy · Dopper · Richard Strauss · Röntgen · Bartók · Dvořák